# Cosmoconus hinzi
Cosmoconus hinzi là một loài tò vò trong họ Ichneumonidae.